# 立教大学ラグビー部
立教大学体育会ラグビー部（りっきょうだいがくたいいくかいラグビーぶ、Rikkyo University Rugby Football Club）は、関東大学ラグビー対抗戦に所属する立教大学のラグビー（ラグビーユニオン）部である。愛称は立教（りっきょう）、略称は立大。部のエンブレムはユリ（フルール・ド・リス）。

## 概要

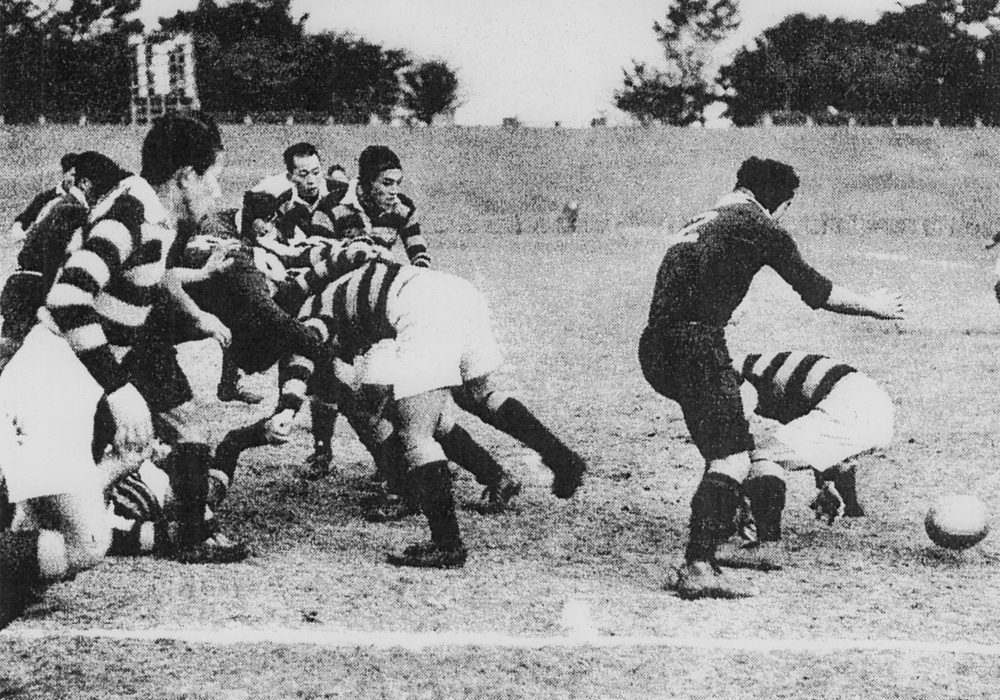
立教対慶應（1937年10月23日）

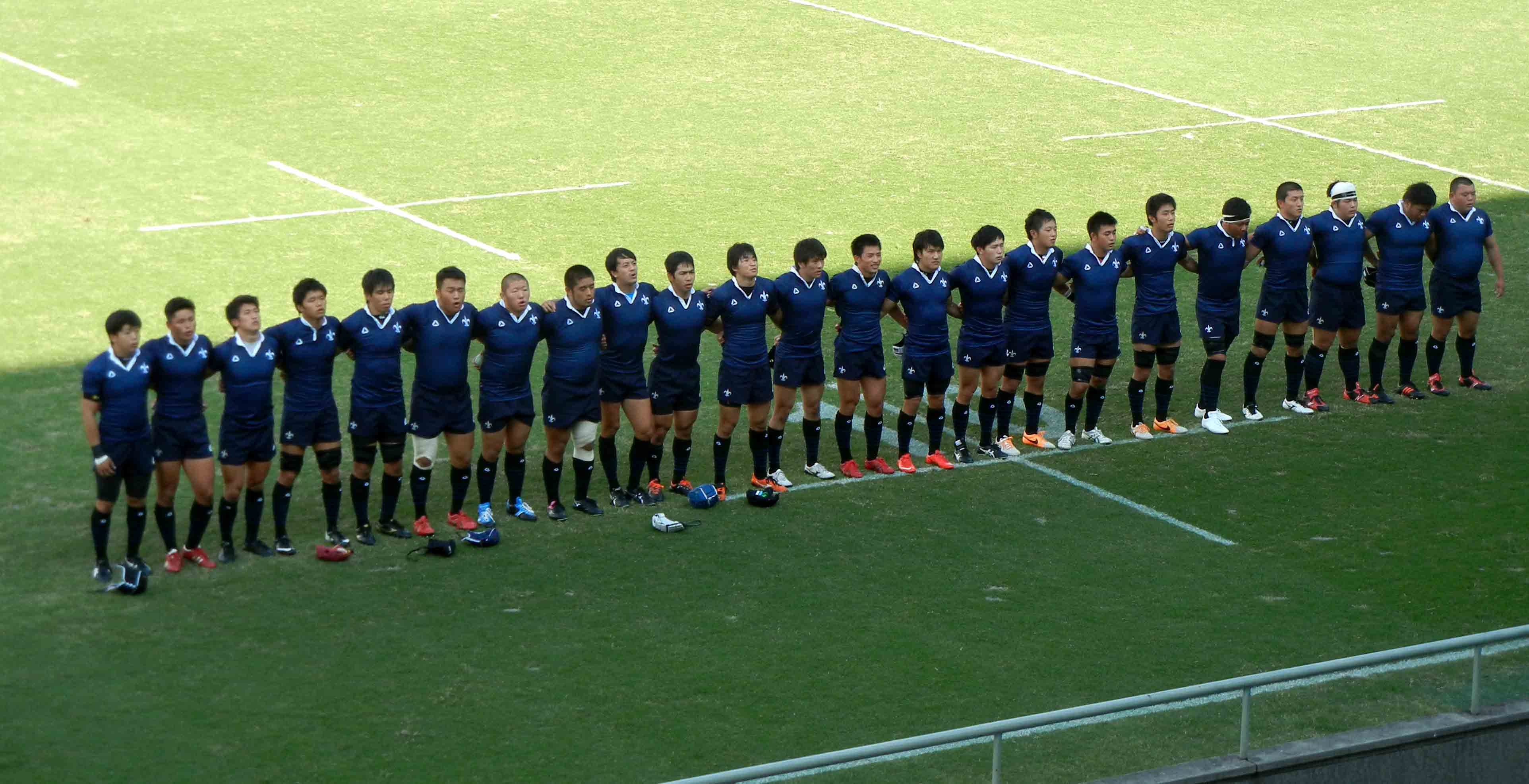
試合前に校歌斉唱をする立教大学の選手たち（2014年9月・帝京大学戦・秩父宮ラグビー場）

1923年創部で、1928年から始まった関東五大学対抗戦（現在の関東大学ラグビー対抗戦の前身／立教・早・慶・明・東）に参加した伝統を誇る。翌1929年には3勝1分で初優勝を果たした。
他大学との定期戦も古くから行われており、早稲田大学ラグビー部との定期戦は2020年度に行われた試合で92回目を数え、明治大学体育会ラグビー部との定期戦は2019年度の試合で82回目を数えている。これらの定期戦は対抗戦が同一グループであった場合の試合と兼ねられる。同志社大学体育会ラグビー部との定期戦も伝統があり、2024年度に行われた試合で77回目を数えている。また、大正期には、旧制浦和高等学校との定期戦なども行われていた。
これまで全国大学選手権出場の経験は無い。 
1997年度より対抗戦グループが実質2部制となりBグループに低迷していた。
2000年度、現場指導体制の強化、リクルート体制の強化などを目的にOB・OGクラブを中心に組成された「現役強化プロジェクト」が発足した。
2002年度、山元春三先輩の尽力もあり富士見総合グランドラグビー場が天然芝化されるとともに、秩父宮ラグビー場に於ける入替戦において東京大学を破り念願のAグループに初昇格を果たした。
2013年度に関東大学ラグビー対抗戦Bグループを全勝優勝。入替戦で日本体育大学を破り、2014年度からAグループに2年ぶりに復帰した。
2015年度に関東大学ラグビー対抗戦Aグループで全敗。入替戦で成蹊大学に破れ、Bグループに降格。
2016年度から2019年度までBグループで全勝優勝、2019年度の入替戦で成蹊大学を破り、2020年度からAグループに5年ぶりに復帰した。また、2017年には、56年ぶりに定期戦で早稲田大学に40‐20で勝利した。2019年には、51年ぶりに定期戦で明治大学に38‐24で勝利した。
2022年度に日本体育大学、青山学院大学を破り、創部史上初の対抗戦Aグループ2勝を挙げた。
2023年度には創部100周年を迎える。

## タイトル
- 関東五大学対抗戦 : 1回[7]（現在の関東大学ラグビー対抗戦 ）
  - 1929
- 関東大学ラグビー対抗戦Bグループ : 7回
  - 1999、2002、2007、2011、2013、2016、2017、2018、2019

※年は全て年度。

## 戦績
近年のチームの戦績は以下のとおり。
| 年度 | 所属 | 勝敗   | 順位 | 監督     | ＨＣ     | 主将              | 備考                                     |
| ---- | ---- | ------ | ---- | -------- | -------- | ----------------- | ---------------------------------------- |
| 2002 | B    | 7勝0敗 | 1位  | 中澤久人 | −        | 沼田賢介          | 入替戦 52-26 東京大学 ※Aグループ初昇格   |
| 2003 | A    | 0勝7敗 | 8位  | 中澤久人 | 松山吾朗 | 飛田亮            | 入替戦 22-10 成蹊大学 ※Aグループ残留     |
| 2004 | A    | 1勝6敗 | 7位  | 中澤久人 | 松山吾朗 | 掛川剛            | 入替戦 62-7 学習院大学 ※Aグループ残留    |
| 2005 | A    | 1勝6敗 | 7位  | 中澤久人 | 松山吾朗 | 西田創            | 入替戦 45-0 学習院大学 ※Aグループ残留    |
| 2006 | A    | 0勝7敗 | 8位  | 中澤久人 | 河西和行 | 高須健            | 入替戦 8-13 成蹊大学 ※Bグループ降格      |
| 2007 | B    | 7勝0敗 | 1位  | 川崎大   | 河西和行 | 安武祐太          | 入替戦 24-14 青山学院大学 ※Aグループ昇格 |
| 2008 | A    | 0勝7敗 | 8位  | 川崎大   | 河西和行 | 広石智大          | 入替戦 20-18 青山学院大学 ※Aグループ残留 |
| 2009 | A    | 0勝7敗 | 8位  | 川崎大   | 河西和行 | 安部正輝          | 入替戦 24-7 青山学院大学 ※Aグループ残留  |
| 2010 | A    | 1分6敗 | 8位  | 川崎大   | 河西和行 | 守本公保          | 入替戦 19-22 青山学院大学 ※Bグループ降格 |
| 2011 | B    | 7勝0敗 | 1位  | 松本直久 | 加藤修平 | 福田大            | 入替戦 25-5 成蹊大学 ※Aグループ昇格      |
| 2012 | A    | 0勝7敗 | 8位  | 松本直久 | 加藤修平 | 迫田泰英          | 入替戦 7-15 成蹊大学 ※Bグループ降格      |
| 2013 | B    | 7勝0敗 | 1位  | 佐野洋三 | 遠藤哲   | 木村修平          | 入替戦 74-17 日本体育大学 ※Aグループ昇格 |
| 2014 | A    | 1勝6敗 | 7位  | −        | 遠藤哲   | 眞壁貴男          | 入替戦 36-19 一橋大学 ※Aグループ残留     |
| 2015 | A    | 0勝7敗 | 8位  | 桜井賢治 | 遠藤哲   | 篠崎宏洋          | 入替戦 8-45 成蹊大学 ※Bグループ降格      |
| 2016 | B    | 7勝0敗 | 1位  | 福田明久 | 西田創   | 御苑剛            | 入替戦 26-29 成蹊大学 ※Bグループ残留     |
| 2017 | B    | 7勝0敗 | 1位  | 福田明久 | 西田創   | 福澤瑛司          | 入替戦 17-25 成蹊大学 ※Bグループ残留     |
| 2018 | B    | 7勝0敗 | 1位  | 福田明久 | 西田創   | 山本大旗          | 入替戦 12-19 成蹊大学 ※Bグループ残留     |
| 2019 | B    | 7勝0敗 | 1位  | 福田明久 | 西田創   | 津田祥平          | 入替戦 23-21 成蹊大学 ※Aグループ昇格     |
| 2020 | A    | 1勝6敗 | 7位  | 福田明久 | 西田創   | 北山翔大          | 入替戦中止（COVID19） ※Aグループ残留     |
| 2021 | A    | 0勝7敗 | 8位  | 福田明久 | 中村洋平 | 麻生典宏          | 入替戦 37-5 成蹊大学 ※Aグループ残留      |
| 2022 | A    | 2勝5敗 | 6位  | 元治裕一 | 中村洋平 | 紀伊雄介 安藤海志 |                                          |
| 2023 | A    | 2勝5敗 | 6位  | 元治裕一 | 中村洋平 | 北川時来          |                                          |
| 2024 | A    | 1勝6敗 | 7位  | 元治裕一 | 中村洋平 | 伊藤光希          | 入替戦 88-21 明治学院大学 ※Aグループ残留 |

## 立教ラグビー宣言
（以下立教大学体育会ラグビー部公式HPより抜粋 ）

## 主な選手
- 白石和輝（主将、LO / 國學院栃木高出身）
- 佐藤侃太朗（副将、CTB / 國學院久我山高出身）
- 大上翔（副将、HO / 京都成章高出身）

## 在籍した選手
- 洲河雅俊（PR、元三菱重工相模原ダイナボアーズ / 関西大倉高出身 ）
- 掛川剛（FL、東京ガスラグビー部 / 國學院久我山高出身 ）
- 西田創（SH、元NECグリーンロケッツ / 東福岡高出身 ）
- 中村洋平（SH、現ヘッドコーチ、元リコーブラックラムズ / 國學院久我山高出身 ）
- 宣原甲太（HO、元神戸製鋼コベルコスティーラーズ / 常翔啓光学園高出身、元高校日本代表 ）
- 山田龍之介（LO・FL、釜石シーウェイブス / 大泉高出身 ）
- 中澤健宏（FB、リコーブラックラムズ / 所沢北高出身、元7人制日本代表 ）
- 眞壁貴男（PR、リコーブラックラムズ / 尾道高出身 ）
- 眞壁照男（PR、東芝ブレイブルーパス / 桐蔭学園高出身 ）
- 床田聖悟（CTB・FB、日野レッドドルフィンズ / 桐蔭学園高出身）
- 相良隆太（HO、三菱重工相模原ダイナボアーズ / 桐蔭学園高出身）
- 麻生典宏（PR、リコーブラックラムズ東京 / 桐蔭学園高出身 ）
- 大和大祐（PR、清水建設江東ブルーシャークス / 桐生第一高出身）
- 伊藤光希（SH、ヤクルトレビンズ戸田 / 桐蔭学園高出身）
- 川畑俊介（SH、東京ガスラグビー部、レフリー / 流経大柏高出身）

## 所在地
- 埼玉県富士見市下南畑字沼口1343-1

## その他
大正期にはラグビー校内大会が開催されるなど、同じく校内大会として開催された相撲大会や卓球大会などとともに、大学はラグビーを始めとするスポーツで盛り上がりをみせた。1926年（大正15年）2月のラグビー校内大会は、参加8チーム（予科1年、予科2年、野球部、バスケットボール部、庭球部、競技部、柔道部相撲部合同、黎明会）で2日間に渡たり試合が行われ、決勝戦は、柔道部相撲部合同チームが、昨年覇者の黎明会を破って優勝した。ラグビー部は校内相撲大会や校内卓球大会に参加した。